# NGC 7770
NGC 7770 is een spiraalvormig sterrenstelsel in het sterrenbeeld Pegasus. Het hemelobject werd op 5 november 1850 ontdekt door de Ierse astronoom William Parsons.

## Synoniemen
- UGC 12813
- KUG 2348+198B
- MCG 3-60-34
- KAZ 347
- ZWG 455.57
- NPM1G +19.0594
- PGC 72635